# パリ評論

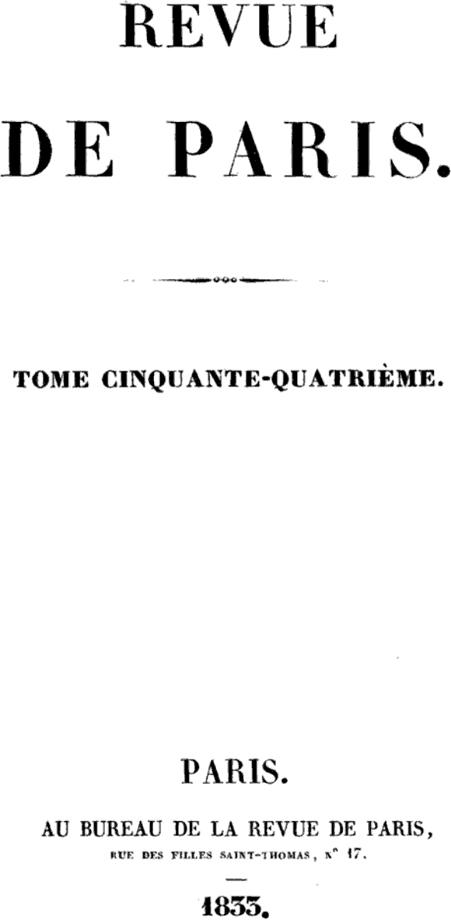
『パリ評論』

パリ評論（ぱりひょうろん、仏：Revue de Paris）は1829年から1858年にかけてフランスで発行されていた雑誌。また1894年から1970年にかけてフランスで発行されていた雑誌。

## 歴史
第1の雑誌は1829年ルイ＝デジレ・ヴェロンが「両世界評論」誌に対抗するために創刊した。アレクサンドル・デュマ、アルフォンス・カル、ウジェーヌ・シューなど当時の文豪を執筆陣に迎えていた。
オノレ・ド・バルザックは1830年に『不老長寿の霊薬』という作品を、続いて1831年には『三十女』の第二章を投稿している。ただし第一章は、後になってライバル誌である「両世界評論」に『逢引き』という題名で掲載している。引き続き『赤い宿屋』を1831年に、『柘榴屋敷』（原題は『親なし子たち』）と『捨てられた女』を1832年に、『十三人組物語』のうちの一編を1833年に発表、1834年には『ゴリオ爺さん』の連載を開始した。
『谷間の百合』の第3回配本を巡ってバルザックと係争中だった「両世界評論」の発行者フランソワ・ビュロが1834年に賠償し和解したことで、「パリ評論」は経営難となり、1845年には発行が中断した。しかしその後テオフィル・ゴーティエ、アルセーヌ・ウーセイ、ルイ＝マリー・ド・ラエ・コルムナンらの尽力で復刊し、「両世界評論」から締め出された作家たちを招いた。中でもギュスターヴ・フローベールは「パリ評論」に『ボヴァリー夫人』を発表している。しかしその事で事件が起こった。雑誌側が、彼の作品中の一節を削除したのである。その一節は告訴されるおそれがあるからという理由で削除されたもので、確かにそれも一理あることだった。そもそもフローベールがパリ評論に小説を掲載したのは、友人であるデュ・キャンが勤めていたからだったが、フローベールはそのことを後悔し、自分の作品集での削除に抗議を表明して、それ以後二度とパリ評論には寄稿しなかった。「パリ評論」は1858年政府の弾圧により廃刊、1864年から1865年にかけて「新パリ評論」として復刊した。
その後まったく別の「パリ評論」誌が1894年、これまた「両世界評論」に対抗して創刊された。発行元の有限会
社は創刊時エドモン・ド・フェルが所有していたが、息子のアンドレへ、次いでその娘のエドメ＝フリッシュ・
ド・フェルに受け継がれた。1940年に休刊、1945年に再刊されたが、1970年最終的に廃刊となっている。

## 主な執筆者
- オノレ・ド・バルザック　既出の作品以外に、『サラジーヌ』（1830年）、『あら皮』の抄本を『詩人の自殺』という題名で発表、『平役人』（1837年）。
- マルセル・アシャール
- アントワーヌ＝ヴァンサン・アルノー
- オーギュスト・バルビエ
- アンドレ・ビリ
- オーギュスト・ビュシエール
- フランシス・カルコ
- フィラレート・シャール
- ポール・クローデル
- バンジャマン・コンスタン
- アルフレッド＝オーギュスト・キュヴィエ＝フルリー
- ダニエル・ロプス
- ロベール・ドブレ
- カシミール・ドラヴィーニュ
- アレクサンドル・デュマ
- フィリップ・エルランジェ
- リュシアン・ファーブル
- ギュスターヴ・フローベール
- モーリス・ギャルソン
- ピエール・ガゾット
- サン＝マルク・ジラルダン
- エドモン・ジスカール＝デスタン
- ポール・グート
- ロベール・ダルクール
- エドゥアール・エリオ
- ジュール・ジャナン
- アルフォンス・ド・ラマルティーヌ
- ジャン・ド・ラ・ヴァランド
- フランソワ＝アドルフ・レーヴ＝ヴァンマール
- ティエリ・モルニエ
- アンドレ・モーロワ
- プロスペル・メリメ
- シャルル・ノディエ
- アンリ・パタン
- ファニ・レボー (シャルル・レボー夫人)
- ポール・レノー
- エマニュエル・ロブレー
- ジャン・ロスタン
- シャルル＝オーギュスタン・サント＝ブーヴ
- ウジェーヌ・スクリーブ
- アンドレ・シーグフリード
- フィリップ・スーポー
- ウジェーヌ・シュー